# Günther Steffen Henrich
Günther Steffen Henrich (* 15. August 1938 in Wien; † 16. September 2024 in Hamburg) war ein deutscher Neogräzist und Professor für Byzantinische und Neugriechische Philologie an der Universität Leipzig.
Nach dem Besuch der Gelehrtenschule des Johanneums und dem Studium der Klassischen Philologie und des Neugriechischen an der Universität Hamburg, das Henrich 1965 mit dem Ersten Staatsexamen für das Lehramt in den Fächern Altgriechisch und Latein abschloss, hielt er sich von 1965 bis 1971 zwecks Abfassung einer Dissertation aus dem Bereich der mittel- und neugriechischen Grammatik in Griechenland auf, von 1965 bis 1967 an der Universität Ioannina, anschließend bis 1971 an der Aristoteles-Universität Thessaloniki. Danach war Henrich bis 1994 Lektor für die neugriechische Sprache an der Universität Hamburg. Die Promotion erfolgte 1976 jedoch an der Universität Thessaloniki. Seit 1994 war er Professor für Byzantinische und Neugriechische Philologie an der Universität Leipzig. Seit 2003 war er emeritiert.
Henrich war von 1979 bis 1994 Sekretär der Arbeitsgemeinschaft deutscher Byzantinisten, von 1998 bis 2002 Mitglied des Vorstands der Europäischen Gesellschaft für neugriechische Studien. Seit 1988 war er stellvertretender Vorsitzender der Arbeitsgemeinschaft für Neogräzistik in der BRD.
Henrich war seit 1971 mit der Philologin Kiriaki Chrisomalli-Henrich (Κυριακή Χρυσομάλλη-Henrich) verheiratet, die Lehrbeauftragte für Neugriechisch an der Universität Kiel ist.
Henrich arbeitete sowohl sprachwissenschaftlich, insbesondere zu Onomastik, Metrik, Reim und Lexikographie, als auch literaturwissenschaftlich zu Autoren und Texten von der byzantinischen Zeit bis zur Gegenwart.

## Schriften
Monographien und Artikeln
- Κλητικές και γενικές σε -ο από αρσενικά σε -ος στα μεσαιωνικά και νέα Ελληνικά (Von Maskulina auf -os abgeleitete Vokative und Generalkasus auf -o im Mittel- und Neugriechischen), Diss. Thessaloniki 1976 (mit dt. Zusammenfassung)
- Von Kristianopel bis Kiritimati. Heutige Ortsnamen griechischer Etymologie außerhalb des griechischen Kernraumes, in: Festschrift Jürgen Werner = Philologus 141.2 (1997) 260–274.
- Konjekturen zur Tocco-Chronik und weitere Siebzehnsilber dieses Textes, in: Lesarten. Festschrift für Athanasios Kambylis zum 70. Geburtstag, Berlin/New York 1998, 273–282.
- Στοιχεία σημερινών κρητικών ιδιωμάτων τεκμηριωμένα ήδη στην Κρητική Λογοτεχνία, in: Cretan Studies 6 (1998) 89–106 (mit dt. Zusammenfassung 107–108)
- Die Griechen der Gemeinschaft Unabhängiger Staaten, in: Folia Neohellenica 9 (1999) 76–113.
- Zur Geschichte der Neogräzistik und Byzantinistik an der Universität Leipzig, in: Griechen in Leipzig, damals – heute, Leipzig 1999, 28–32.
- Kριτικές προτάσεις για χωρία της Κρητικής Λογοτεχνίας και του «Ζήνωνα», in: Ελληνικά 55.2 (2005; erschienen 2006) 275–299

Lexikographie (mit Κυριακή Χρυσομάλλη-Henrich)
- Polyglott-Sprachführer Neugriechisch, München 1987
- Langenscheidts Universal-Wörterbuch Neugriechisch-Deutsch und Deutsch-Neugriechisch, Berlin/München 1. Aufl. 1990, 2. Aufl. 1991
- Langenscheidts Euro-Wörterbuch Griechisch-Deutsch und Deutsch-Griechisch, Berlin/München 1992

Herausgeberschaften
- Manolis Triantafyllidis: Kleine neugriechische Grammatik. Übers.: Maria Bogdanou unter Mitarbeit von Niki Eideneier und Günter Steffen Henrich. Thessaloniki: Aristoteles-Universität Thessaloniki 1996
- (Hrsg.): Evgenios Vulgaris und die neugriechische Aufklärung in Leipzig. Beiträge der Konferenz an der Universität Leipzig, Institut für Klassische Philologie, Abteilung Byzantinische und Neugriechische Philologie, vom 16. – 18. Oktober 1996. Leipzig: Leipziger Univ.-Verlag 2003, ISBN 3-936522-78-2